# 나체 미술

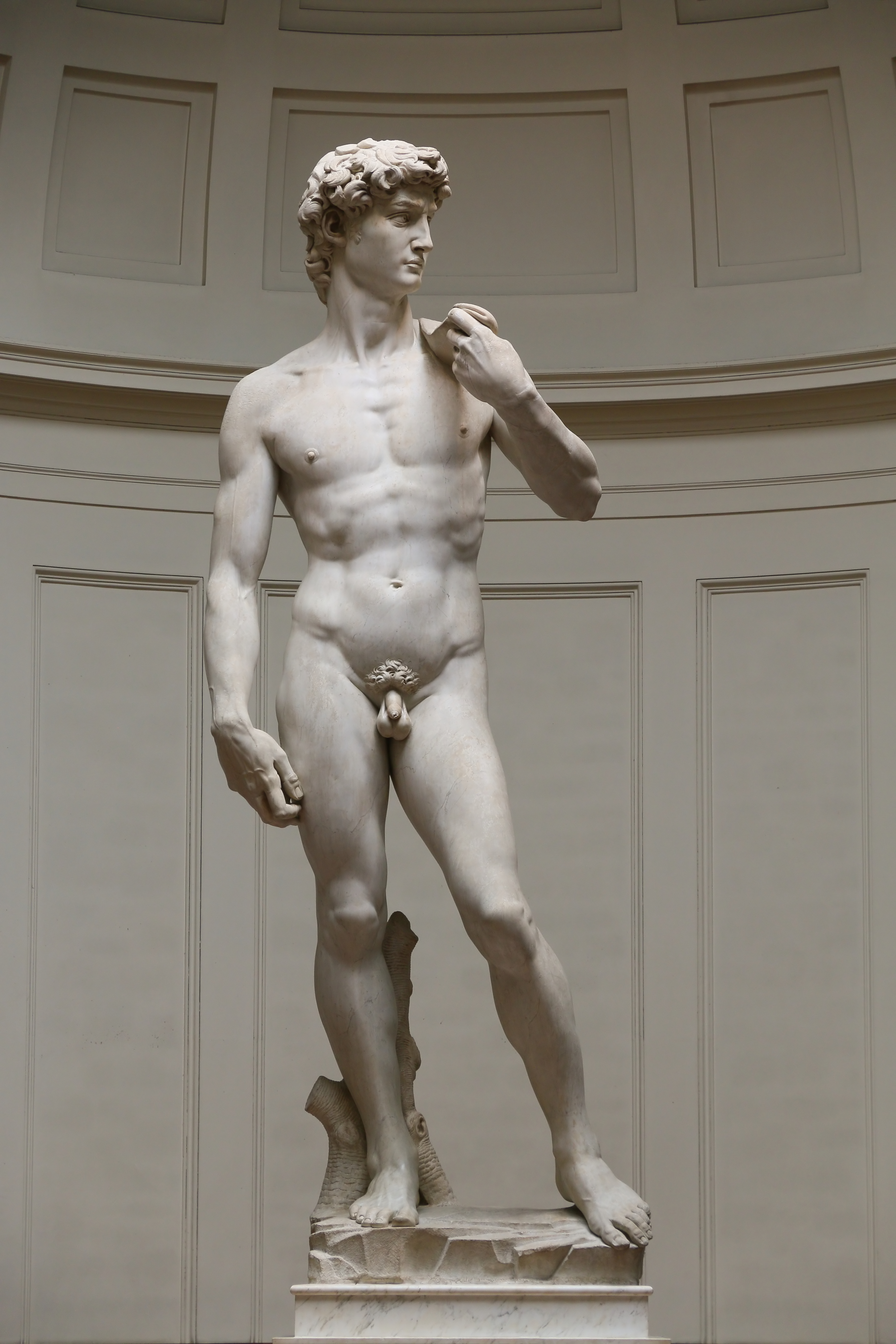
다비드

나체 미술/예술(裸體美術/藝術) 또는 누드 아트(영어: nude art)는 나체를 소재로 한 미술 장르이며 회화(페인팅)나 조각 등으로 만들어진다.

## 같이 보기
- 누드 사진